# Puerto Egmont
Puerto de la Cruzada o Puerto Egmont (en francés Poil de la Croisade; en inglés Port Egmont) es un paraje del archipiélago malvinense que se encuentra ubicado en la isla Trinidad, al sudoeste de la isla Vigía y en el sector noroeste de la isla Gran Malvina.
En este sitio estuvo el primer asentamiento del Reino de Gran Bretaña en las islas Malvinas, y su nombre en inglés hace referencia al conde de Egmont.
Administrado por el Reino Unido como parte del territorio de ultramar de las Islas Malvinas, es activamente reclamado por Argentina que la incluye como parte integral del Departamento Islas del Atlántico Sur dentro de la Provincia de Tierra del Fuego, Antártida e Islas del Atlántico Sur.

## Historia

### Primeros hechos

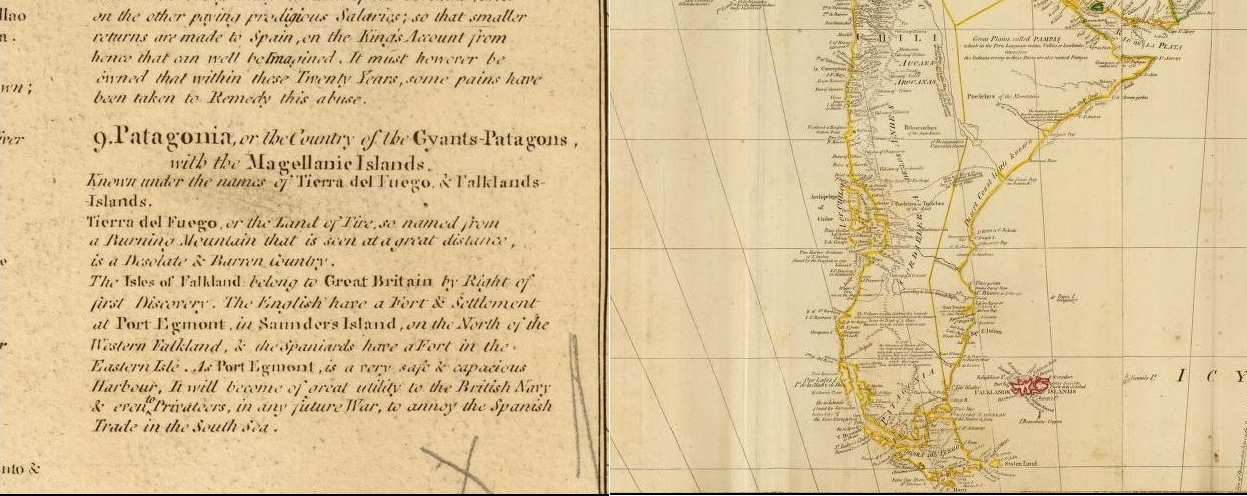
Mapa británico del extremo austral de América del Sur explicando sobre el asentamiento de Puerto Egmont.

Este lugar fue bautizado como Poil de la Croisade por Louis Antoine de Bougainville, quien en 1764 había establecido Port Louis en la isla Soledad, tomando posesión de las Islas Malvinas en nombre del rey de Francia. Ante la protesta española, en 1766 Francia accedió a evacuarlas y reconoció la soberanía de España sobre el archipiélago, con la condición de indemnizar a Bougainville. Los 115 colonos franceses quedaron bajo el gobierno de Felipe Ruiz Puente, y a partir de entonces este paraje fue llamado por los españoles Puerto de la Cruzada. 
Entre el 21 y el 25 de enero de 1765 se erigió un asentamiento británico temporal de forma secreta, cuando desembarcó en el lugar la expedición liderada por el comodoro John Byron, compuesta de los barcos HMS Dolphin, HMS Tamar y HMS Florida. Byron estaba realizando una circunnavegación del planeta y se hallaba en la zona en búsqueda de la isla Pepys —considerada luego una isla fantasma—. La expedición recorrió la isla Gran Malvina, dejó una provisión de agua y un huerto en el paraje que Byron denominó Port Egmont en homenaje al lord del Almirantazgo Británico, conde de Egmont. El gobierno de Gran Bretaña le había ordenado a Byron ocupar las islas y darle un plazo de seis meses a los colonos franceses de Puerto Luis para retirarse del archipiélago.
El Reino Unido había renovado su interés en las islas, descubiertas para los británicos por John Davis en 1592, sabiendo que el archipiélago abría el acceso al océano Pacífico para sus ambiciones comerciales. La expedición de Byron fue preparada en secreto para evitar una reacción española. El gobierno británico informó públicamente que la expedición se dirigía a las  Indias Orientales. La tripulación recibió la noticia del verdadero destino (las Malvinas) antes de abandonar Río de Janeiro, rumbo a los mares del sur.
Byron se quedó poco tiempo en el lugar y luego continuó su viaje de circunnavegación rumbo al estrecho de Magallanes.
|  |
|  |

|  |
|  |

|  |
|  |

|  |
|  |

Motivado por los reportes de Byron, el gobierno británico envió otra expedición que llegó el 8 de enero de 1766, dirigida por el capitán John McBride, con los buques HMS Jason, HMS Carcass y HMS Experiment. Los dos primeros dieron los nombres en inglés a la isla del Rosario (Carcass Island) y a las islas Sebaldes (Jason Islands). [cita requerida]La expedición tenía la misión de asegurar la posesión británica de las islas y McBride ordenó a uno de los buques que permaneciera en Puerto Egmont mientras los otros dos salieron en busca de otros establecimientos en las islas. Los británicos tomaron formalmente la posesión de la isla Trinidad en nombre del rey Jorge III del Reino Unido.
Puerto Egmont, con la idea de ser un asentamiento permanente, fue desarrollado, resultando en la construcción de varios edificios de piedra y quedando custodiado por una guarnición. También se construyó un torreón de defensa. El 4 de diciembre de 1766 McBride descubrió el establecimiento francés de Port Louis y dejó amenazas a los franceses para evacuar las islas en un plazo de seis meses. Anteriormente, los británicos habían visto barcos franceses en marzo de 1766, resultado en la orden de Londres del pedido de evacuación, que finalmente los franceses ignoraron.
En los siguientes años se desarrollaron conflictos con franceses y con España, con los británicos utilizando Puerto Egmont como base para sus reclamaciones y los españoles establecidos en Puerto Soledad. Cuando ocurrió el traspaso de soberanía de Francia a España, los británicos no efectuaron protesta alguna. Pese al secreto con que el Reino Unido instaló el asentamiento, España tuvo conocimiento de ello y protestó insistentemente, exponiendo sus derechos.

### Expulsión de los británicos y pacto con España

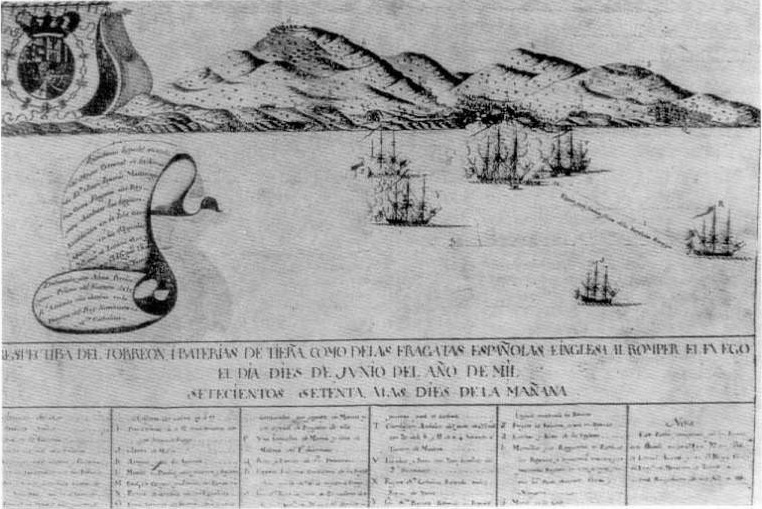
Grabado español del combate y captura de Puerto Egmont de 1770.

La Real Orden de Carlos III de España del 25 de febrero de 1768 dispuso que ningún establecimiento británico en los territorios de la Corona española sería tolerado y que, en caso de comprobarse la existencia de alguno, debía desalojarse por la fuerza. Los españoles descubrieron la ubicación exacta de Puerto Egmont al poco tiempo. A fines de noviembre del mismo año, en el estrecho de San Carlos, se produjo en el encuentro entre una nave española y una británica proveniente de Puerto Egmont.
En febrero de 1770 el comandante español Fernando de Rubalcava a bordo de una fragata visitó brevemente Puerto Egmont, intercambió mensajes con el oficial a cargo del establecimiento, capitán Hunt, y se dirigió a Buenos Aires. El gobernador de Buenos Aires Francisco de Paula Bucarelli, para expulsar a los británicos de las islas, ordenó a Juan Ignacio de Madariaga formar una expedición compuesta por cinco buques de guerra (Escuadra de la Plata) que partió del Apostadero Naval de Montevideo con 1400 soldados.
Madariaga forzó el desalojo de la guarnición británica, que capituló mediante un combate el 10 de junio de 1770 y fue evacuada en el HMS Favourite, hecho que desató una crisis diplomática entre ambos países. El asentamiento había pasado a ser propiedad de los españoles.
Después de un conflicto que casi desembocó en una guerra entre Inglaterra y España, se acordó el restablecimiento del asentamiento británico en Puerto Egmont, habiendo evidencias de la existencia de un pacto secreto para su próxima evacuación por los británicos. En la Declaración de Masserano, la Corona española se comprometía a:

(...) dar órdenes inmediatas, a fin de que las cosas sean restablecidas en la Gran Malvina en el Puerto denominado Egmont exactamente al mismo estado  en que se encontraban antes del 10 de junio de 1770. (...) El compromiso (...) de devolver a S.M. Británica el Puerto y Fuerte de Puerto Egmont no puede ni debe afectar, de ninguna forma, la cuestión del derecho anterior a la soberanía de las Islas Malvinas también llamadas Falkland.

Así, en abril de 1772 el capitán John Stott con los buques HMS Juno, HMS Hound y HMS Florida, llegó al lugar y dos días después arribó un oficial español que se lo entregó formalmente. El capitán Stott retornó a Inglaterra dejando a cargo al capitán Burr del HMS Hound. En octubre de 1771 dos barcos españoles devolvieron la artillería y otros efectos que Madariaga se había llevado del asentamiento. El puerto se convirtió en una parada importante para los buques británicos que cruzaban el cabo de Hornos.

### Soberanía española y argentina

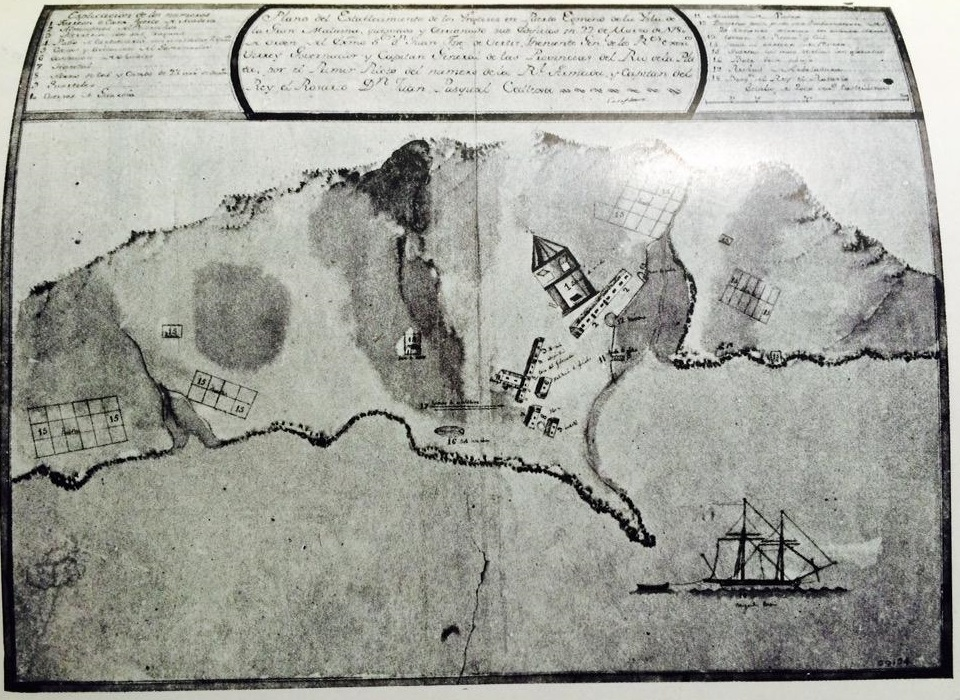
Panorama de Puerto Egmont en 1780, durante la expedición de Callejas con el bergantín S.M. Rosario para incendiar y arrasar las edificaciones.

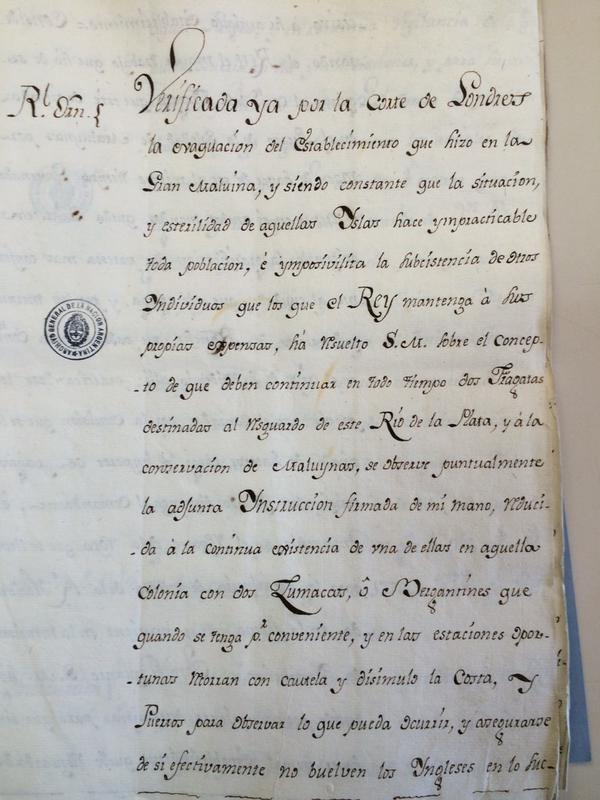
Real Orden de España del 9 de agosto de 1776, informando que Londres verificó la evacuación de Puerto de la Cruzada y ordenando controlar que los británicos no vuelvan a las islas.

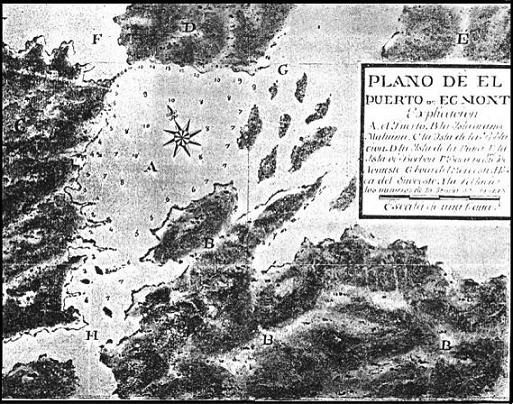
Mapa de Puerto Egmont realizado por Callejas en 1776.

El 22 de mayo de 1774 (en cumplimiento del pacto secreto) las fuerzas británicas abandonaron las Malvinas por su cuenta, partiendo su comandante, el teniente Clayton, quien dejó una placa. Con la creación del virreinato del Río de la Plata, en 1776, todos los virreyes cuidaron que Puerto Egmont estuviese abandonado y que el Reino Unido no crease otro asentamiento en las islas. El Reino Unido, alegó años más tarde que se retiró de Puerto Egmont por «razones económicas» y que dejó allí una bandera británica y signos de continuar con su posesión. Debido a que no renunciaron a la soberanía, los británicos justificaron con este antecedente la ocupación de 1833 de todo el archipiélago malvinense. La placa dejada habla de la «isla de Falkland», en singular.

Be it Known to the all Nations that Falkland's Island with this Fort...
Sepan todas las naciones del mundo que la isla de Falkland con este Fuerte...

Posteriormente el lugar fue utilizado por cazadores de focas, y en 1776, los españoles en una expedición al mando del capitán Juan Pascual Callejas, los desalojaron y enviaron a Buenos Aires la placa dejada por Clayton. Callejas viajó en la nave San Francisco de Paula y ancló en el sitio el 24 de enero. Allí desembarcó junto a una parte de su tripulación. Comprobó que las construcciones y las huertas estaban abandonadas y detalló sus observaciones en un plano de la isla Trinidad y alrededores creado por él. Le llamó la atención una placa de plomo colocada en los restos del fuerte y la arrancó.
En febrero de 1777 Callejas volvió a recorrer las ruinas de Puerto Egmont a bordo del bergantín Nuestro Señor del Buen Fin. Allí descubrió que el lugar era visitado por cazadores de lobos marinos, quienes habían trabajado en la huerta y construido una fragua.
Debido a la guerra entre España y el Reino Unido originada a fines de los años 1770, el virrey del Río de la Plata Juan José de Vértiz y Salcedo siguiendo órdenes provenientes de Madrid envió a Callejas a Puerto Egmont en febrero de 1780 «para que con la mayor precaución y reserva pasase al reconocimiento del Puerto Egmont, y no hallando fuerza superior a la suya, ejecutase cuanto prevenia la anterior Real Orden». Callejas era en ese momento primer piloto de la Armada Española y comandaba el bergantín Nuestra Señora del Rosario.
Vértiz en 1779 había visto que la conservación de las islas costaba más de 50.000 pesos anuales, debido a esto había pedido el 8 de octubre autorización real para abandonarlas. Se le costestó en junio del año siguiente que Su Majestad consideraba «peligroso y perjudicial» el abandono de las islas, porque los británicos podían reclamarlas como «cosa pro derelicto habita», siguiendo:

No por estas razones es el ánimo del Rey que se haya de mantener una formal población, ni que sea precisamente el puerto de la Soledad, pues si fuese mejor transferirla a puerto Egmont o de la Cruzada, quiese Su Majestad se haga así, como un pequeño presidio capaz de resistir a algunas embarcaciones ligeras, que puedan llegar allí con motivo de la pesca y no a un ataque o expedición formal, de manera que en cualquier tratado no pueda alegar Gran Bretaña su posesión pacífica y nuestro abandono.

Anualmente se realizaron expediciones de reconocimiento hasta que en marzo de 1780 el asentamiento fue destruido por órdenes del gobierno de Madrid, sin que el Reino Unido protestase por ello. Juan Pascual Callejas al desembarcar, notó que existió una corta presencia de un grupo de ingleses instalados poco tiempo antes de su llegada y procedió a destruir «el torreón de madera, almacenes, cuarteles, hospital, hornos y cuanto edificio halló en pié, quemando las maderas e imposibilitando cuanto encontró capaz de algún servicio». La destrucción total del asentamiento ocurrió entre el 18 y el 24 de marzo de 1780.
El día 25 Callejas desembarcó con su tripulación nuevamente para reconocer en detalle lo que quedaba sin dañar. Solamente quedaban trozos de las paredes más gruesas de los almacenes y ocho mil tejas apiladas junto al muelle, que fueron destruidas. Luego dio cuenta al virrey el 13 de abril y la corte española el 29 de abril siendo aprobado y publicado en la Real Orden del 8 de febrero de 1781.
La placa conservada en Buenos Aires sería capturada por los británicos durante la primera invasión inglesa al Río de la Plata en 1806 y llevada a Londres. William Carr Beresford encontró la placa en el archivo de la ciudad. El gobierno británico no expresó ninguna manifestación de reserva de las islas ni en 1775 (al retirarse la placa), ni en 1806.
En 1790 se realiza un tratado entre Gran Bretaña y España, cuyo artículo cuarto expresa que se respetaban las posesiones españolas en los mares del sur. El tratado de San Lorenzo de 1790 ya le había prohibido a Gran Bretaña asediar las costas de América del Sur y las islas adyacentes.
La gobernación española terminó en 1811 como resultado de la guerra de la Independencia de la Argentina. Dicho país considera que desde ese momento pasó a ser heredero de la soberanía española en las islas por el principio de derecho del Uti possidetis iure.
En 1820 el gobierno de Buenos Aires envió la fragata Heroína a tomar posesión del archipiélago, izar la bandera argentina y reafirmar sus derechos en las Malvinas, como natural sucesor de los derechos de España. Esto sucedió en Puerto Soledad.
| |
| Carta de Julián de Arriaga pidiendo al gobierno español de las Malvinas asegurar el no retorno de los británicos a las islas, fechada el 2 de abril de 1771. |

| |
| Relato de viaje terrestre del subteniente V. Villa por la isla Gran Malvina en 1783. Realizó el reconocimiento de Puerto de la Cruzada. La carta está enviada desde Puerto Soledad, el 4 de marzo de 1783. |

| |
| Recepción del Gobernador de Malvinas de orden del Rey de España sobre la prohibición de que buques ingleses atraquen en puertos españoles en 1795. |

| |
| Informe del gobernador español de Malvinas sobre la patrulla en Puerto de la Cruzada de la escuadra de Ignacio de Alava en 1796. |

| |
| Informe del gobernador español de Malvinas sobre la patrulla en Puerto de la Cruzada de la escuadra de Ignacio de Alava en 1796. |

### Invasión británica
Estando las Malvinas bajo pacífica posesión de las Provincias Unidas del Río de la Plata (antecesor jurídico de la República Argentina), el 20 de diciembre de 1832 la corbeta británica HMS Clio al mando del capitán John Onslow invadió el archipiélago y ocupó formalmente las ruinas de Puerto Egmont para el Reino Unido, no volviendo a ser reconstruido con posterioridad. La tripulación se abocó a reparar las ruinas del fuerte, abandonado 59 años antes, y a dejar un aviso de posesión. En un informe a Baker entregado en Montevideo, Onslow señaló que cerca de Puerto Egmont se encontró con un grupo de colonos.
Actualmente, algunos restos (la base de piedra de las construcciones) permanecen protegidos como patrimonio histórico, mientras que una familia es propietaria de toda la isla Trinidad, que posee una estancia en las cercanías. En 1996 el gobernador colonial David Tatham colocó una placa conmemorativa que imita a la placa original dejada en 1774. Además de la placa, en el sitio solo hay un mástil con la bandera británica.
En enero de 2015, el gobierno del Territorio Británico de Ultramar de las islas conmemoró 250 años de la reclamación británica de Puerto Egmont. Las celebraciones se extendieron entre Puerto Argentino/Stanley y la isla Trinidad. Representantes del gobierno de las islas y de las fuerzas británicas estuvieron presentes en un acto realizado en las ruinas de Puerto Egmont, donde se izó una bandera británica con el diseño de 1765. En el mismo acto se colocó en las ruinas una cápsula del tiempo con donaciones de los habitantes de las islas para ser abierta en el año 2265. La cápsula está conformada un barril de cerveza de 50 litros de acero inoxidable revestido de poliuretano y fue sellada con un gas inerte para proteger los materiales.